# لیگ ملت‌های کونکاکاف
لیگ ملت‌های آمریکای شمالی و مرکزی یا لیگ ملت‌های کونکاکاف (به انگلیسی: CONCACAF Nations League اسپانیایی: Liga de Naciones CONCACAF، فرانسوی: Ligue des Nations de la CONCACAF) یک رقابت فوتبال بین‌المللی است که توسط تیم‌های ملی بزرگسالان عضو کنفدراسیون فوتبال آمریکای شمالی و مرکزی یا CONCACAF، برگزار می‌شود.
این مسابقات در تاریخ اختصاص داده شده برای مسابقات دوستانه بین‌المللی در تقویم مسابقات بین‌المللی فیفا برگزار می‌شود. مسابقات مقدماتی اولین دوره این مسابقات از سپتامبر ۲۰۱۸ تا مارس ۲۰۱۹ برگزار شد با برگزاری مسابقه افتتاحیه در سپتامبر ۲۰۱۹ این مسابقات رسماً آغاز شد.

## تاریخچه و شکل برگزاری
پیشنهاد برگزاری این تورنمنت ابتدا به‌طور رسمی در کنگره عمومی کونکاکاف در اورنجستاد، آروبا در ۸ آوریل ۲۰۱۴ مورد بررسی قرار گرفت و در ۱۶ نوامبر ۲۰۱۷ توسط کونکاکاف تأیید شد. ویکتور مونتاگلیان، رئیس کونکاکاف اظهار داشت که هدف از این مسابقه داشتن برنامه منظم برای مسابقات بین‌المللی بین تیم‌های ملی کونکاکاف است، و با اشاره به اینکه برخی از تیم‌های در یک دوره چهار ساله کمتر از ۱۰ بازی انجام می‌دهند بیان کرد که برای کمک به توسعه فوتبال در کشورهایی که سطح پایین‌تری دارند به بازی‌های رقابتی تر نیاز داریم و این مسابقات می‌تواند این خلأ را جبران کند. کونکاکاف در نوامبر ۲۰۱۷ خبر برگزاری این مسابقات را رسماً اعلام کرد و مسابقات مقدماتی جهت تعیین سطح هر تیم از سپتامبر ۲۰۱۸ تا مارس ۲۰۱۹ برگزار شد و تیم‌ها در سه لیگ A B C تقسیم‌بندی شدند. با برگزاری مسابقه افتتاحیه در سپتامبر ۲۰۱۹ اولین دوره این مسابقات رسماً آغاز شد.
این مسابقات به سه لیگ A , B و C تقسیم می‌شود. هر لیگ به چهار گروه تقسیم می‌شود، که بر اساس موقعیت نهایی در گروه‌ها، صعود و سقوط بین لیگ‌ها وجود دارد. ۴ تیم اول در ۴ گروه لیگ A برای کسب عنوان قهرمانی به مرحلهٔ نیمه نهایی صعود می‌کنند. و تیم‌های اول در گروه‌های لیگ B و C به لیگ بالاتر صعود می‌کنند. در لیگ‌های A و B، چهار تیم آخر گروه‌ها به لیگ پایین‌تر سقوط می‌کنند. در این مسابقات همچنین مشخص خواهد شد که کدام تیم‌های ملی جواز حضور در دوره بعدی جام طلایی کونکاکاف را کسب می‌کنند.
۴ تیم صعود کرده به نیمه نهایی دو به دو با هم مسابقه می‌دهند و دو تیم برنده هر بازی، به فینال مسابقات صعود می‌کند.

## جام قهرمانی
جام قهرمانی این مسابقات قرار است در اولین فینال این مسابقات رونمایی شود اما طرح نهایی آن توسط کونکاکاف منتشر شده است.

## لیگ ملت‌های کونکاکاف ۲۰۱۹–۲۰
لیگ ملت‌های کونکاکاف ۲۰۱۹–۲۰ اولین دورهٔ این مسابقات است که از سپتامبر ۲۰۱۹ شروع شد و قرار بود طبق برنامه در ژوئن ۲۰۲۰ به پایان برسد اما به دلیل دنیاگیری کووید-۱۹ این مسابقات یک سال به عقب افتاد و در ژوئن ۲۰۲۱ به پایان رسید.
در فینال این مسابقات ایالات متحده آمریکا با برد ۳–۲ مقابل مکزیک قهرمان شد.

## نتایج

### مرحله نهایی
| 1 | لیگ ملت‌های کونکاکاف ۲۰–۲۰۱۹ Finals | ایالات متحده آمریکا | · ایالات متحده آمریکا | ۳–۲ (و.ا.) ورزشگاه سپورتس اتورتی ات مایل‌های، دنور، کلرادو | · مکزیک  | · هندوراس  | ۲–۲ (۵–۴ پ) ورزشگاه سپورتس اتورتی ات مایل‌های، دنور، کلرادو | · کاستاریکا           |
| 2 | ۲۰۲۲–۲۳ Finals                     | ایالات متحده آمریکا | · ایالات متحده آمریکا | ۲–۰ ورزشگاه الیجنت، پارادایس، نوادا                       | · کانادا | · مکزیک    | ۱–۰ ورزشگاه الیجنت، پارادایس، نوادا                        | · پاناما              |
| 3 | ۲۰۲۳–۲۴ Finals                     | ایالات متحده آمریکا | · ایالات متحده آمریکا | ۲–۰ ورزشگاه ای‌تی‌اندتی، آرلینگتون، تگزاس                   | · مکزیک  | · جامائیکا | ۱–۰ ورزشگاه ای‌تی‌اندتی، آرلینگتون، تگزاس                    | · پاناما              |
| 4 | ۲۰۲۴–۲۵ Finals                     | ایالات متحده آمریکا | · مکزیک               | ۲–۱ ورزشگاه سوفای                                         | · پاناما | · کانادا   | ۲–۱ ورزشگاه سوفای                                          | · ایالات متحده آمریکا |

### حضورها بر پایه تیم
| تیم                 | قهرمان                | نایب قهرمان    | مقام سوم | مقام چهارم     |
| ------------------- | --------------------- | -------------- | -------- | -------------- |
| ایالات متحده آمریکا | 3 ('۲۰۲۱, ۲۰۲۳, ۲۰۲۴) |                |          | 1 (۲۰۲۵)       |
| مکزیک               | 1 (۲۰۲۵)              | 2 (۲۰۲۱, ۲۰۲۴) | 1 (۲۰۲۳) |                |
| کانادا              |                       | 1 (۲۰۲۳)       | 1 (۲۰۲۵) |                |
| پاناما              |                       | 1 (۲۰۲۵)       |          | 2 (۲۰۲۳, ۲۰۲۴) |
| هندوراس             |                       |                | 1 (۲۰۲۱) |                |
| جامائیکا            |                       |                | 1 (۲۰۲۴) |                |
| کاستاریکا           |                       |                |          | 1 (۲۰۲۱)       |

- Italic: میزبانان

## جوایز
| Edition                     | بهترین بازیکن   | بهترین دروازه‌بان   | جایزه بازی جوانمردانه | منبع  |
| --------------------------- | --------------- | ------------------ | --------------------- | ----- |
| لیگ ملت‌های کونکاکاف ۲۰–۲۰۱۹ | وستن مک‌کنی      | لوییس لوپز فرناندز | باربادوس              | [ ۱ ] |
| ۲۰۲۲–۲۳                     | کریستین پولیسیک | مت ترنر            | پاناما                | [ ۲ ] |